# Highland Village
Highland Village é uma cidade localizada no estado norte-americano do Texas, no Condado de Denton.

## Demografia
Segundo o censo norte-americano de 2000, a sua população era de 12.173 habitantes.
Em 2006, foi estimada uma população de 15.738, um aumento de 3565 (29.3%).

## Geografia
De acordo com o United States Census Bureau tem uma área de
16,6 km², dos quais 14,3 km² cobertos por terra e 2,3 km² cobertos por água.

## Localidades na vizinhança
O diagrama seguinte representa as localidades num raio de 8 km ao redor de Highland Village.